# 서던 블롯

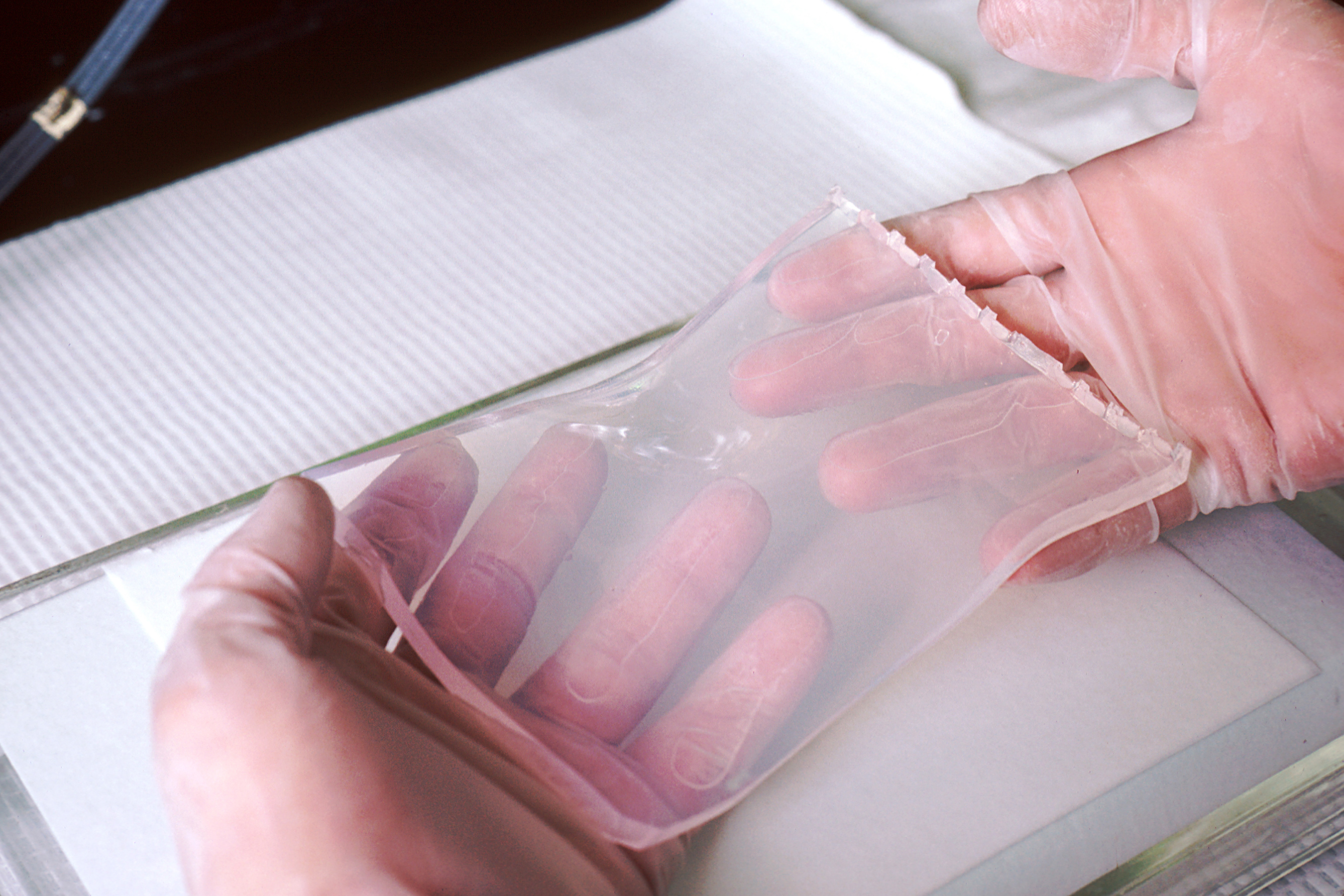
아가로스 젤

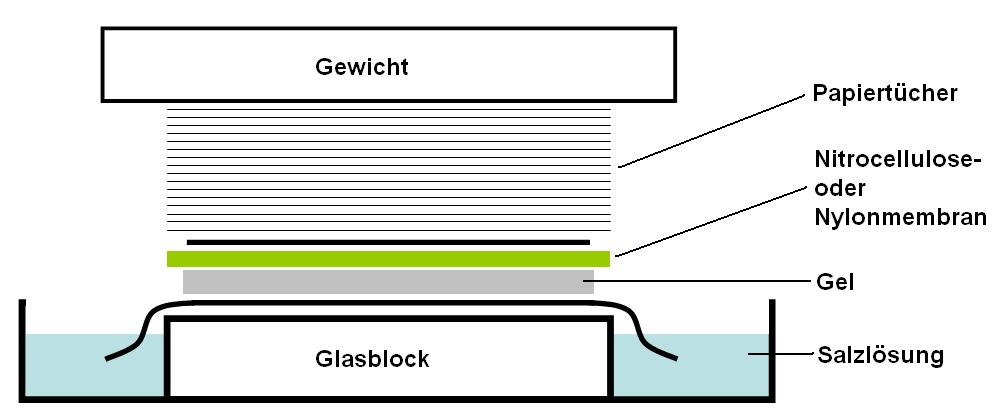
서던 블롯은 무거운 물체, 종이 타월, 나이트로셀룰로스 또는 나일론 막, 젤, 소금 용액, 유리판으로 구성된다.

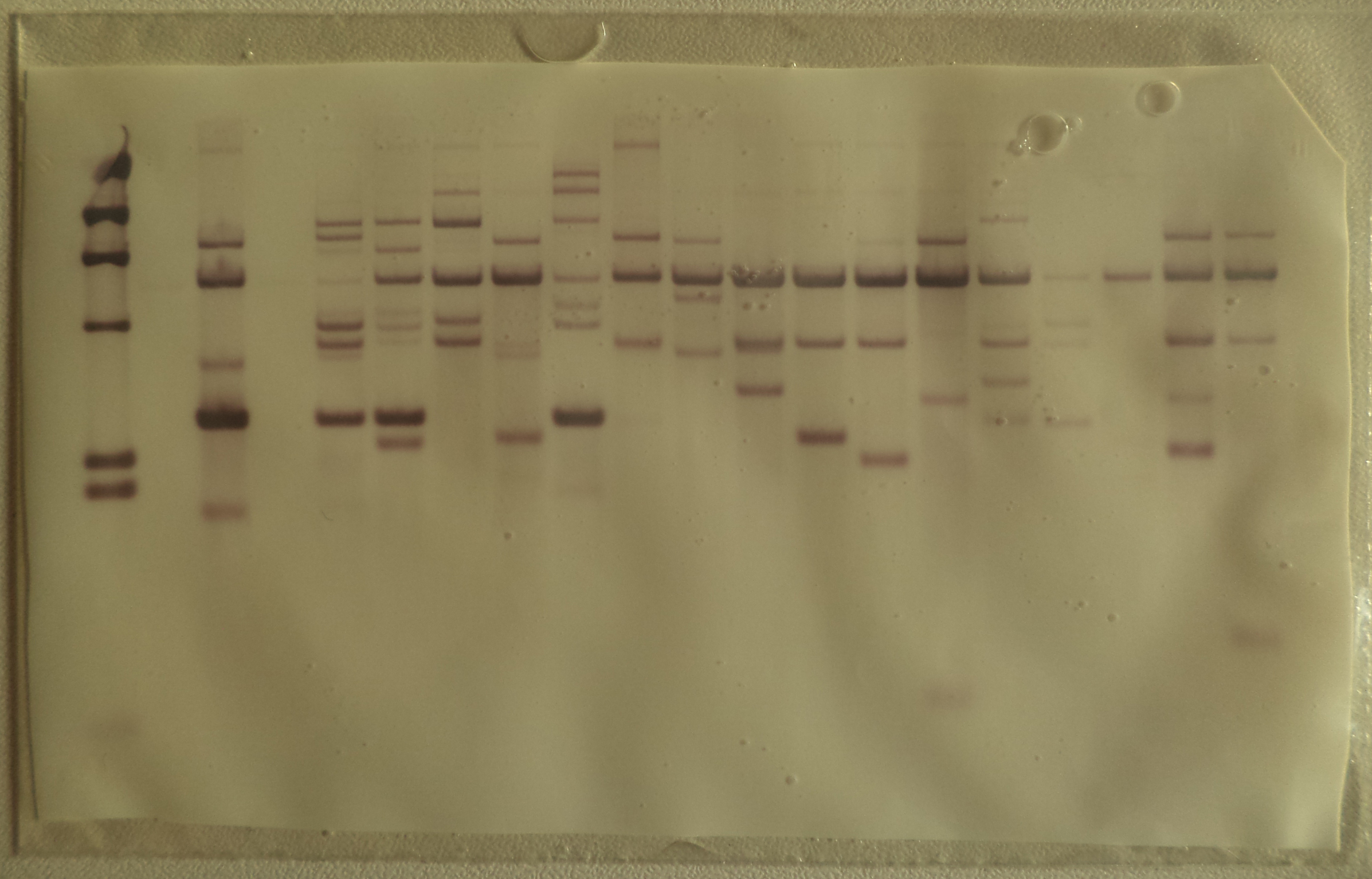
혼성화와 헹굼 후의 서던 블롯 막

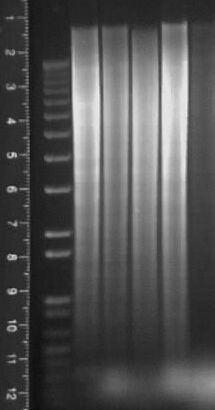
자외선 조사에서의 서던 블롯 아가로스 젤

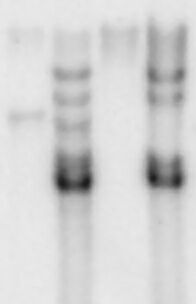
서던 블롯의 자가 방사 기록 사진

서던 블롯(영어: southern blot)은 DNA 샘플에서 특정 DNA 서열을 검출하기 위해 분자생물학에서 사용되는 실험 방법이다. 서던 블롯은 전기영동으로 분리된 DNA 조각을 필터 막으로 옮기고 탐침 혼성화에 의한 조각 탐지를 결합한다. 

## 방법
1. 제한 핵산 중간 분해 효소는 고분자 DNA 가닥을 더 작은 단편으로 절단하는데 사용된다.
2. 이어서 DNA 단편을 아가로스 젤 상에서 전기영동하여 크기별로 분리한다.
3. 만약 DNA 조각들 중 일부가 15kb보다 크면, 블롯팅 전에 젤을 희석된 염산과 같은 산으로 처리할 수 있다. 이는 DNA 단편을 탈 퓨린화하여 DNA를 더 작은 조각으로 분해함으로써 젤에서 막으로보다 효율적으로 전달할 수 있게한다.
4. 알칼리성 전이 방법을 사용하는 경우, DNA 젤을 알칼리성 용액(일반적으로 수산화 나트륨 함유)에 넣어 이중 가닥 DNA를 변성시킨다. 알칼리성 환경에서의 변성은 DNA의 음으로 하전된 티민 잔기와 양으로 하전된 막의 아미노기에 결합하는 것을 향상시킬 수 있으며, 나중에 이를 탐침에 혼성화하기 위해 단일 DNA 가닥으로 분리하고, 잔류 RNA를 파괴한다. 그러나 중성 전이 방법에 비해 알칼리성 선택은 실험적이며 동등한 결과를 초래할 수 있다.
5. 나이트로셀룰로스(또는 나일론 막) 막은 젤의 상부(또는 전달 방향에 따라) 아래에 위치한다. 젤과 막 사이에 균일한 접촉을 보장하기 위해 젤에 균일하게 압력을 가한다(흡입기를 사용하거나 종이 타월과 무거운 물체를 막과 젤의 위에 놓음). 흡입기를 이용하는 경우, 20X SSC 버퍼를 사용하여 밀봉하고 젤 건조를 방지한다. 높은 수전위 영역에서 낮은 수전위 영역(보통 여과지 및 종이 조직)으로 모세관 작용에 의한 완충 전달은 DNA를 젤에서 막으로 이동시키는데 사용된다. 이온 교환 상호작용은 DNA의 음전하와 막의 양전하로 인해 DNA가 막에 결합된다.
6. 그런 다음 막을 80°C의 진공 또는 일반 오븐에서 굽는다. 옮긴 DNA를 막에 영구적으로 부착시키기 위해 2시간 동안(표준 조건 : 나이트로셀룰로스 또는 나일론 막) 또는 자외선 (나일론 막)에 노출시킨다.
7. 이어서, 막을 혼성화 탐침 표적 DNA에서 존재하는 특정 서열을 갖는 단일 DNA 단편에 노출시킨다. 탐침 DNA는 일반적으로 방사능을 통합하거나 분자를 형광 또는 발색 염료로 태깅하여 검출한다. 일부 경우에, 혼성화 탐침은 DNA가 아닌 RNA로부터 만들어진다. 샘플 DNA에 대한 탐침의 결합의 특이성을 보장하기 위해, 가장 일반적인 혼성화 방법은 막 표면 및 표적 DNA, 탈 이온화된 포름아마이드 및 SDS와 같은 세제를 차단하기 위해 막 표면 DNA 또는 타겟 DNA를 사용하여 비특이적 결합을 감소시킨다.
8. 혼성화 후, 과량의 탐침을 막으로부터 세척하고(일반적으로 SSC 완충제를 사용하여), 방사성 또는 형광성 탐침의 경우, 자기 방사법을 이용하거나 엑스선을 이용해 가시화한다.

## 결과
필터 막상의 특정 DNA 단편에 대한 탐침의 혼성화는 이 단편이 탐침에 상보적인 DNA 서열을 함유한다는 것을 나타낸다. 전기영동 젤로부터 막으로 DNA의 전달 단계는 크기에 따라 분류된 DNA에 표지된 혼성화 탐침의 용이한 결합을 허용한다. 또한 자기 방사법 또는 기타 검출 방법으로 분석하는 데 필요한 표적 탐침 하이브리드를 고정할 수 있다. 제한 효소로 처리된 게놈 DNA의 수를 결정하는데 사용할 수도 있다. 제한 효소에 의해 절단되지 않은 단일 DNA 세그먼트에만 혼성화되는 탐침은 서던 블롯에서 단일 밴드를 생성하는 것을 이용한다. 

## 응용
서던 블롯 트랜스퍼는 표적 유전자의 단백질 생성물의 아미노산 서열에 기초하여 상동성 기반 클로닝을 위해 사용된다. 올리고뉴클레오타이드는 이들이 표적 서열과 유사하도록 설계된다. 올리고뉴클레오타이드는 화학적으로 합성되고, 방사성 표지되며, DNA 라이브러리 또는 클론된 DNA 단편의 다른 콜렉션을 스크리닝하는데 사용된다. 혼성화 탐침과 혼성화하는 서열은 표적화된 유전자의 서열을 얻기 위해 추가로 분석된다. 서던 블롯을 사용하여 특정 유전자에서 메틸화된 부위를 식별할 수도 있다.

## 같이 보기
- 핵산의 젤 전기 영동
- 제한 조각
- 유전자 지문
- 노던 블롯
- 웨스턴 블롯
- 이스턴 블롯
- 사우스웨스턴 블롯
- 노스웨스턴 블롯